# 弁護士二重丸承子
『弁護士二重丸承子 赤い不在証明（アリバイ）』（べんごしにじゅうまるしょうこ あかいアリバイ）は、2005年11月14日21:00 - 22:54に『月曜ミステリー劇場』で放映された2時間ドラマである。主演は野際陽子。2017年6月19日20:00 - 21:50に『月曜名作劇場』にて「追悼 野際陽子さんを偲ぶ」と題され、当初予定の「警視庁付属犯罪資料館『赤い博物館』」をい後日延期とし、本作の再放送を急遽ラインナップした。

## キャスト
二重丸 承子
演 - 野際陽子
弁護士。
烏丸 玲子
演 - 森口博子
弁護士。承子の娘。
烏丸 俊樹
演 - 沢村一樹
弁護士事務所事務員。玲子の夫。
二重丸 孝之
演 - 竜雷太
承子の夫。故人。
門前 大五郎
演 - 火野正平
元泥棒。
水村 早苗
演 - 原沙知絵（少女時代：森本更紗）
看護師。殺人事件の容疑者。
大谷 卓治
演 - 不破万作
不動産会社社長。殺人事件の被害者。
長嶋 幾
演 - 石井トミコ
早苗の目撃者。
福田 亮
演 - 前田耕陽（少年時代：松永隼）
富岡共済病院の内科医師。
竹内 進
演 - tekkan
早苗のヒモ。
大谷 文彦
演 - 宮川一朗太
卓治の先妻の連れ子。
大谷 卓巳
演 - 斉藤陽一郎
卓治の息子。
高梨 みず江
演 - 松金よね子
友育園の園長。
岩間 雄三
演 - 荒木優騎
早苗の母を殺害した犯人。獄中で自殺。
高倉
演 - モロ師岡
勝又自動車教習所の教官。
有川
演 - 青島健介
警視庁主任。

## スタッフ
- 脚本 - 今井詔二
- 演出 - 井坂聡
- 法律監修 - 芦川修一
- ボディスタント - オフィスワイルド
- 撮影 - さのてつろう
- 技術協力 - ビデオフォーカス
- 美術協力 - KHKアート、山崎美術
- プロデューサー - 黒川浩行、有田泰浩
- 制作 - トレンド、TBS